# 変形共存現象
変形共存現象（へんけいきょうぞんげんしょう）とは、ある一つの原子核においてエネルギーのほぼ等しい複数の変形した状態が安定して存在する現象のことである。

## 概要
原子核には、球形のみならず様々に変形した状態があることが知られている。
球形から変形した度合いを、その原子核の変形度という。
平均場理論に基づいて考えると、この変形度はある種の秩序変数とみなせ、変形共存現象とは、変形度という秩序変数を持つ平衡点が複数存在し、その間のエネルギー差が小さい状況が一つの原子核において実現している現象であると言える。
このような現象は、非常に広範囲の原子核で観測されている。
その中でも質量数 {\displaystyle \sim 50-100} 領域における陽子過剰核や、中性子の少ないSm,Pbアイソトープにおける変形共存現象がよく知られている。

## 原子核における変形状態
ニルソン図における変形シェル構造は、どの原子核に安定した変形状態があるかを判断する目安となる。